# 1327
Il 1327 (MCCCXXVII in numeri romani) è un anno  del XIV secolo.

## Eventi
- Ludovico il Bavaro scende su Roma e si fa eleggere da Giacomo Sciarra Colonna "rappresentante del popolo romano"
- 6 aprile - Probabile primo incontro tra Francesco Petrarca e Laura.
- 25 aprile - Viene firmata la pace tra la repubblica di Pisa ed il regno d'Aragona
- 15 agosto - I cittadini di Tver' si ribellano al giogo mongolo massacrando i soldati del contingente tataro che occupava la città

## Nati
- 2 ottobre - Baldo degli Ubaldi, giurista italiano († 1400)
- 30 ottobre - Andrea d'Ungheria, principe († 1345)
- Birger Gregersson, religioso e scrittore svedese († 1383)
- Malatesta Ungaro, generale italiano († 1372)
- Maria Paleologa, regina bizantina
- Giovanni Saziari, religioso italiano († 1372)
- Niccolò Terzi il Vecchio, condottiero italiano († 1398)
- Francesco Uguccione, cardinale italiano († 1412)

## Morti
- 16 gennaio - Niceforo Cumno, filosofo, politico e teologo bizantino
- 29 gennaio - Adolfo del Palatinato, nobile (n. 1300)
- 3 febbraio - Enrico il Gioioso, nobile austriaco (n. 1299)
- 6 febbraio - Angelo da Furci, presbitero, religioso e beato italiano (n. 1246)
- 29 marzo - Giovanni IX di Alessandria, vescovo cristiano orientale egiziano
- 9 aprile - Walter Stewart, scozzese
- 15 aprile - Boemondo di San Severo, religioso italiano
- 29 maggio - Jens Grand, arcivescovo cattolico danese
- 10 giugno - Guido II Valperga, vescovo cattolico italiano
- 3 luglio - Monna Tessa, italiana
- 4 luglio - Stefano Visconti (n. 1288)
- 16 agosto - Vital du Four, cardinale, vescovo cattolico e teologo francese
- 19 agosto - Amerigo di Piacenza, religioso italiano
- 1º settembre - Foulques de Villaret, francese
- 16 settembre - Cecco d'Ascoli, poeta, medico e insegnante italiano (n. 1269)
- 21 settembre - Edoardo II d'Inghilterra, re britannico (n. 1284)
- 30 settembre - Dino del Garbo, medico e filosofo italiano (n. 1280)
- 19 ottobre - Costanza d'Aragona, principessa (n. 1300)
- 20 ottobre - Teresa di Entenza, nobildonna spagnola (n. 1300)
- 21 ottobre - Guido Tarlati, vescovo cattolico italiano
- 27 ottobre - Elisabetta de Burgh, regina scozzese (n. 1289)
- 2 novembre - Giacomo II d'Aragona, re (n. 1267)
- 16 novembre - Walter Reynolds, arcivescovo cattolico e politico britannico
- Chupan, generale mongolo (n. 1262)
- Asher ben Jehiel, rabbino e teologo tedesco
- Filippo Delci, vescovo cattolico italiano
- Gangalando Bertucci di Guiglia, militare italiano
- Antonio Pelacani, filosofo e medico italiano
- Tolomeo da Lucca, teologo e vescovo cattolico italiano (n. 1236)
- Maria d'Aragona, principessa (n. 1299)
- Filippo di Castiglia, principe spagnolo (n. 1292)

## Letteratura
Nel 1327 è ambientato il romanzo di Umberto Eco "Il nome della rosa".

## Calendario
| Calendario 1327 | Calendario 1327 | Calendario 1327 | Calendario 1327 | Calendario 1327 | Calendario 1327 | Calendario 1327 | Calendario 1327 | Calendario 1327 | Calendario 1327 | Calendario 1327 | Calendario 1327 | Calendario 1327 | Calendario 1327 | Calendario 1327 | Calendario 1327 | Calendario 1327 | Calendario 1327 | Calendario 1327 | Calendario 1327 | Calendario 1327 | Calendario 1327 | Calendario 1327 | Calendario 1327 | Calendario 1327 | Calendario 1327 | Calendario 1327 | Calendario 1327 | Calendario 1327 | Calendario 1327 | Calendario 1327 | Calendario 1327 | Calendario 1327 |
| --------------- | --------------- | --------------- | --------------- | --------------- | --------------- | --------------- | --------------- | --------------- | --------------- | --------------- | --------------- | --------------- | --------------- | --------------- | --------------- | --------------- | --------------- | --------------- | --------------- | --------------- | --------------- | --------------- | --------------- | --------------- | --------------- | --------------- | --------------- | --------------- | --------------- | --------------- | --------------- | --------------- |
|                 | 1               | 2               | 3               | 4               | 5               | 6               | 7               | 8               | 9               | 10              | 11              | 12              | 13              | 14              | 15              | 16              | 17              | 18              | 19              | 20              | 21              | 22              | 23              | 24              | 25              | 26              | 27              | 28              | 29              | 30              | 31              |                 |
| Gennaio         | Gi              | Ve              | Sa              | Do              | Lu              | Ma              | Me              | Gi              | Ve              | Sa              | Do              | Lu              | Ma              | Me              | Gi              | Ve              | Sa              | Do              | Lu              | Ma              | Me              | Gi              | Ve              | Sa              | Do              | Lu              | Ma              | Me              | Gi              | Ve              | Sa              |                 |
| Febbraio        | Do              | Lu              | Ma              | Me              | Gi              | Ve              | Sa              | Do              | Lu              | Ma              | Me              | Gi              | Ve              | Sa              | Do              | Lu              | Ma              | Me              | Gi              | Ve              | Sa              | Do              | Lu              | Ma              | Me              | Gi              | Ve              | Sa              |                 |                 |                 |                 |
| Marzo           | Do              | Lu              | Ma              | Me              | Gi              | Ve              | Sa              | Do              | Lu              | Ma              | Me              | Gi              | Ve              | Sa              | Do              | Lu              | Ma              | Me              | Gi              | Ve              | Sa              | Do              | Lu              | Ma              | Me              | Gi              | Ve              | Sa              | Do              | Lu              | Ma              |                 |
| Aprile          | Me              | Gi              | Ve              | Sa              | Do              | Lu              | Ma              | Me              | Gi              | Ve              | Sa              | Do              | Lu              | Ma              | Me              | Gi              | Ve              | Sa              | Do              | Lu              | Ma              | Me              | Gi              | Ve              | Sa              | Do              | Lu              | Ma              | Me              | Gi              |                 |                 |
| Maggio          | Ve              | Sa              | Do              | Lu              | Ma              | Me              | Gi              | Ve              | Sa              | Do              | Lu              | Ma              | Me              | Gi              | Ve              | Sa              | Do              | Lu              | Ma              | Me              | Gi              | Ve              | Sa              | Do              | Lu              | Ma              | Me              | Gi              | Ve              | Sa              | Do              |                 |
| Giugno          | Lu              | Ma              | Me              | Gi              | Ve              | Sa              | Do              | Lu              | Ma              | Me              | Gi              | Ve              | Sa              | Do              | Lu              | Ma              | Me              | Gi              | Ve              | Sa              | Do              | Lu              | Ma              | Me              | Gi              | Ve              | Sa              | Do              | Lu              | Ma              |                 |                 |
| Luglio          | Me              | Gi              | Ve              | Sa              | Do              | Lu              | Ma              | Me              | Gi              | Ve              | Sa              | Do              | Lu              | Ma              | Me              | Gi              | Ve              | Sa              | Do              | Lu              | Ma              | Me              | Gi              | Ve              | Sa              | Do              | Lu              | Ma              | Me              | Gi              | Ve              |                 |
| Agosto          | Sa              | Do              | Lu              | Ma              | Me              | Gi              | Ve              | Sa              | Do              | Lu              | Ma              | Me              | Gi              | Ve              | Sa              | Do              | Lu              | Ma              | Me              | Gi              | Ve              | Sa              | Do              | Lu              | Ma              | Me              | Gi              | Ve              | Sa              | Do              | Lu              |                 |
| Settembre       | Ma              | Me              | Gi              | Ve              | Sa              | Do              | Lu              | Ma              | Me              | Gi              | Ve              | Sa              | Do              | Lu              | Ma              | Me              | Gi              | Ve              | Sa              | Do              | Lu              | Ma              | Me              | Gi              | Ve              | Sa              | Do              | Lu              | Ma              | Me              |                 |                 |
| Ottobre         | Gi              | Ve              | Sa              | Do              | Lu              | Ma              | Me              | Gi              | Ve              | Sa              | Do              | Lu              | Ma              | Me              | Gi              | Ve              | Sa              | Do              | Lu              | Ma              | Me              | Gi              | Ve              | Sa              | Do              | Lu              | Ma              | Me              | Gi              | Ve              | Sa              |                 |
| Novembre        | Do              | Lu              | Ma              | Me              | Gi              | Ve              | Sa              | Do              | Lu              | Ma              | Me              | Gi              | Ve              | Sa              | Do              | Lu              | Ma              | Me              | Gi              | Ve              | Sa              | Do              | Lu              | Ma              | Me              | Gi              | Ve              | Sa              | Do              | Lu              |                 |                 |
| Dicembre        | Ma              | Me              | Gi              | Ve              | Sa              | Do              | Lu              | Ma              | Me              | Gi              | Ve              | Sa              | Do              | Lu              | Ma              | Me              | Gi              | Ve              | Sa              | Do              | Lu              | Ma              | Me              | Gi              | Ve              | Sa              | Do              | Lu              | Ma              | Me              | Gi              |                 |